# Пискижев, Пётр Прокофьевич
Пётр Прокофьевич Пискижев (род. 10 января 1953 года, д. Кледневичи, Горецкий район Могилевская область, БССР, СССР — 1 января 1995 года, Грозный, Чечня, Россия) — советский и российский военный, участник первой Чеченской войны.

## Биография
Родился 10 января 1953 года в деревне Кледневичи Горецкого района Могилевской области БССР.
В 1970 г. окончил 10 классов Дрибинской средней общеобразовательной трудовой политехнической школы с производственным обучением Горецкого района.
В Вооруженных Силах с 1970 г. В 1973 г. окончил Вольское высшее военное училище тыла. В 1979 г. окончил Военную академию тыла и транспорта.
1979 — 1982 начальник организационно-планового отделения 14-й танковой дивизии (г. Новочеркасск, СКВО).
1892 —1985 старший офицер штаба тыла СКВО.
1985 — 1992 заместитель командира дивизии по тылу - начальник тыла 9-й мотострелковой дивизии 12-го армейского корпуса Майкоп. Награждён орденом За службу Родине в Вооружённых Силах СССР III степени. В представлении к награде командир 9-й мсд генерал-майор А. Дорофеев отметил:

Подполковник Пискижев П. П. показал себя умелым, грамотным и дисциплинированным офицером тыла. Глубоко и всесторонне изучает документы ЦК КПСС. Умело планирует работу служб тыла. Специалист 1 класса. Лично подготовлен отлично. Тыл дивизии за I988-I989 годы приказами оценен хорошо. Принимает активное участие в общественной жизни управления и тылов полков. Умелый воспитатель. В тыловых частях и подразделениях поддерживается твердый уставной порядок и высокая дисциплина. Мобилизационные планы отработаны полностью и с высоким качеством. Достоин награждения орденом За службу Родине в Вооружённых Силах СССР. — 
С 1992 года, после переформирования дивизии в бригаду, служил в 131-й отдельной мотострелковой бригаде в должности заместителя командира бригады по тылу.
В 1992 году принимал участие в миротворческих операциях в осетино-ингушском конфликте.
В составе 131-й отдельной мотострелковой бригады принимал участие в первой Чеченской войне.
Находился в зоне вооруженного конфликта в Чеченской Республике с 4 декабря 1994 года. С 31 декабря 1994 года на 1 января 1995 года, в ходе ожесточенных боев за взятие г. Грозного проявил мужество и героизм. В условиях, сопряженных с риском для жизни,  лично возглавил колонну автомобилей с целью обеспечения подразделений бригады боеприпасами и горюче-смазочными материалами. Колонна подверглась нападению боевиков. Действуя решительно и смело, полковник ПИСКИЖЕВ П. П. организовал отражение нападения; при этом лично уничтожил двенадцать боевиков. Будучи раненым, продолжал смело вести огонь. В ходе боя полковник Пискижев П. П. геройски погиб.
Погиб 01.01.1995 г. в г. Грозный. Награждён орденом Мужества (посмертно). Похоронен с воинскими почестями в деревне Кледневичи Горецкий район, Могилёвская область, Белоруссия.

## Награды
- Орден Мужества (посмертно)
- Орден За службу Родине в Вооружённых Силах СССР III степени
- Юбилейная медаль «60 лет Вооружённых Сил СССР»[4]
- Юбилейная медаль «70 лет Вооружённых Сил СССР»[5]
- Медаль «За безупречную службу» I степени
- Медаль «За безупречную службу» II степени
- Медаль «За безупречную службу» III степени

## Семья
Был женат, имел двух сыновей

## Память
- На могиле установлен памятник

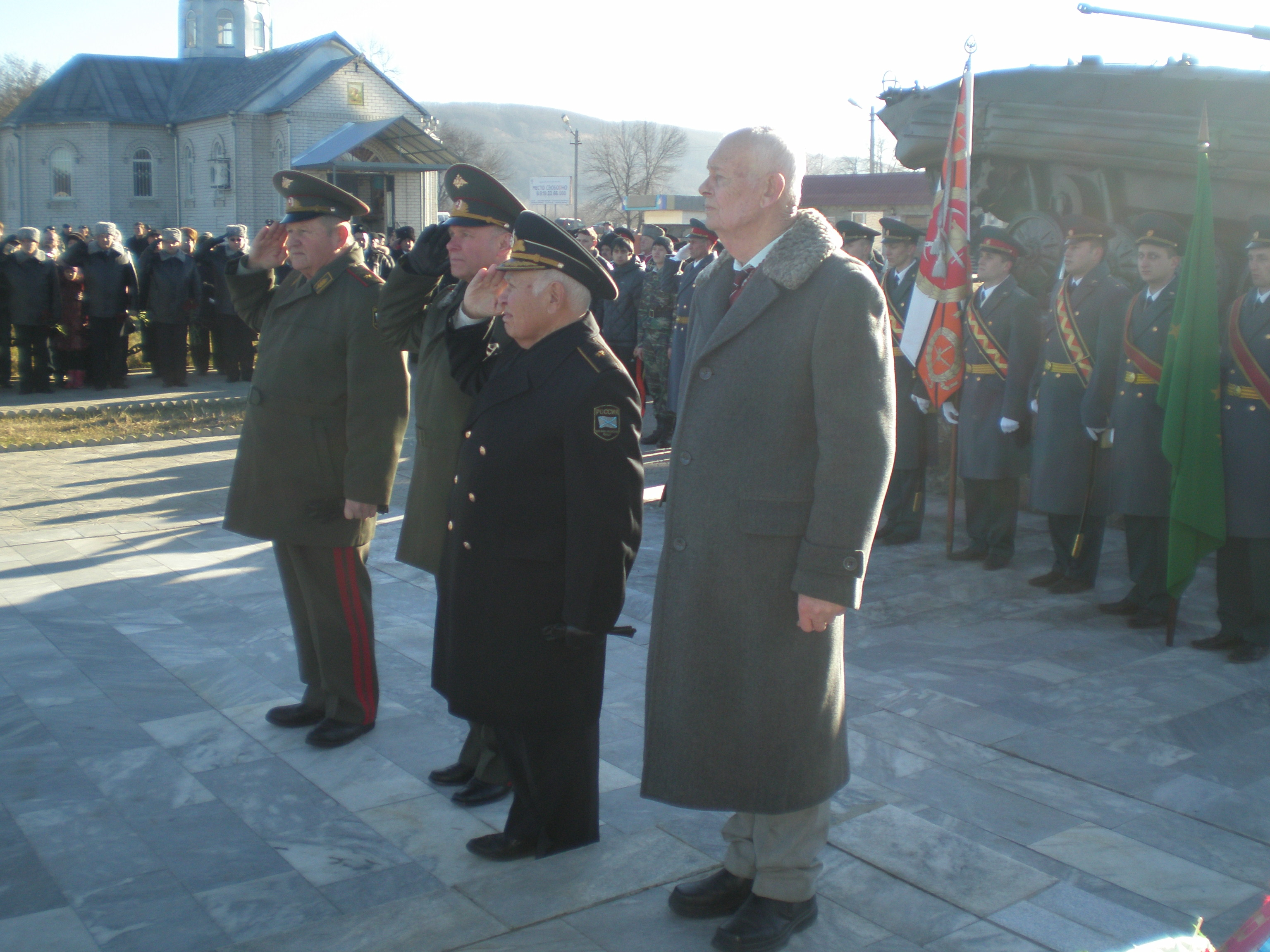
В День памяти погибших в локальных конфликтах у Памятника воинам бригады. Генералы Дорофеев, Колягин, адмирал Тхагапсов, и генерал-лейтенант Щепин, Майкоп, 2 января 2013 года

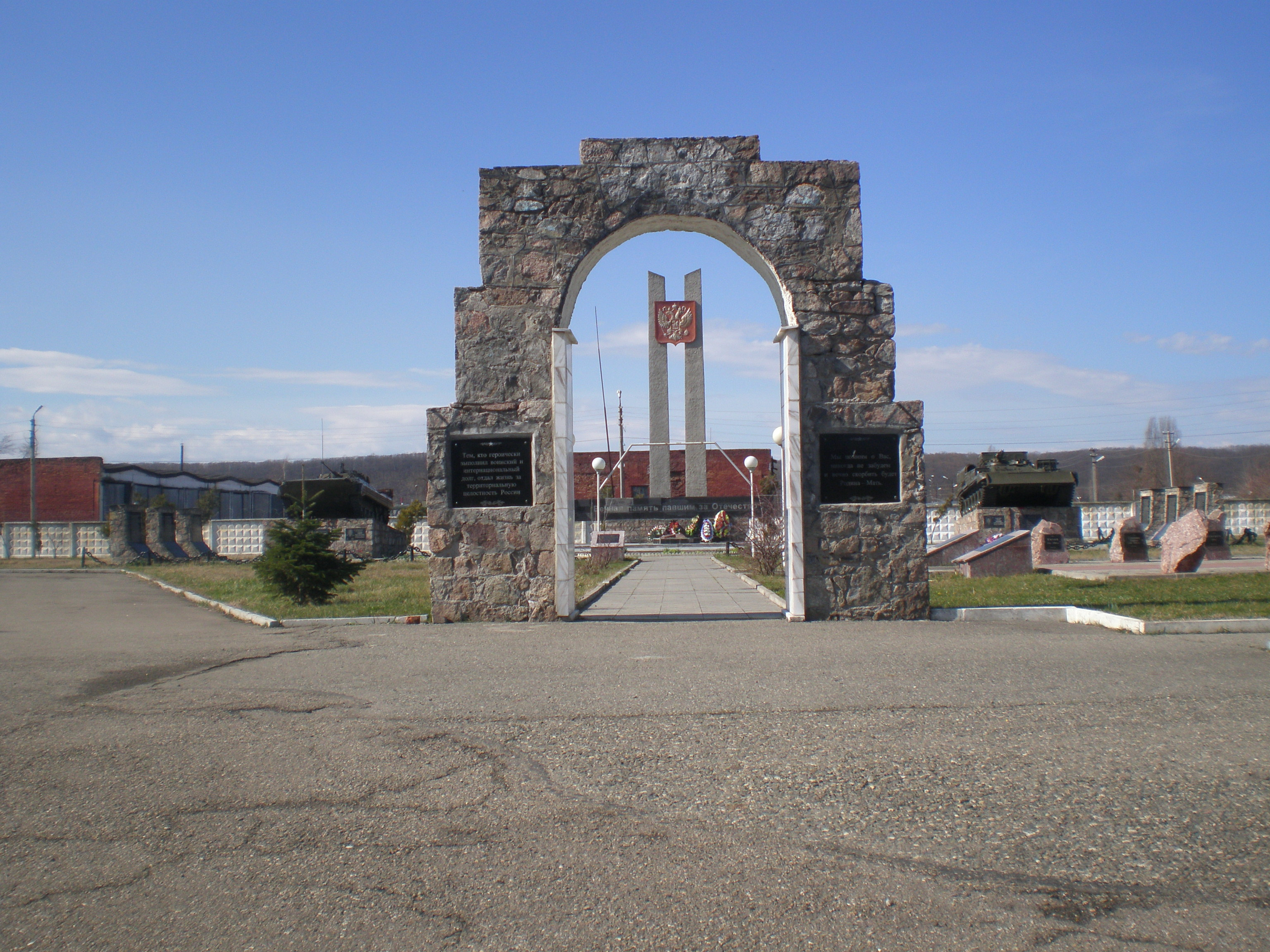
Мемориал воинам, павшим в локальных конфликтах, Майкоп

- 2 января в Адыгее Законом республики установлен День памяти воинов, погибших в локальных конфликтах[6]; В Майкопе воздвигнут мемориал, посвящённый воинам, павшим в локальных конфликтах и установлена мемориальная доска, погибшим воинам[7]. Каждый год 2-го января на мемориале проводится торжественно-траурная перекличка погибших воинов.